# Albate
Albate is een plaats (frazione) in de Italiaanse gemeente Como.